# Correbidia bicolor
Correbidia bicolor là một loài bướm đêm thuộc phân họ Arctiinae, họ Erebidae.